# (2812) Scaltriti
(2812) Scaltriti (1981 FN; 1974 DQ; 1976 YK1) ist ein ungefähr sechs Kilometer großer Asteroid des inneren Hauptgürtels, der am 30. März 1981 vom US-amerikanischen Astronomen Edward L. G. Bowell am Lowell-Observatorium, Anderson Mesa Station (Anderson Mesa) in der Nähe von Flagstaff, Arizona (IAU-Code 688) entdeckt wurde. Er gehört zur Koronis-Familie, einer Gruppe von Asteroiden, die nach (158) Koronis benannt ist.

## Benennung
(2812) Scaltriti wurde nach dem Astronomen Franco Scaltriti benannt, der am Osservatorio Astronomico di Torino (IAU-Code 022) arbeitete. Mit seinem Kollegen Vincenzo Zappalà, nach dem der Asteroid (2813) Zappalà benannt wurde, führte er ein umfangreiches Programm zur Untersuchung der Rotation von Asteroiden durch.